# گمینا گووخووازه
گمینا گووخووازه (به لهستانی:  Gmina Głuchołazy) یک گمینا در لهستان است که در شهرستان نسا واقع شده‌است. گمینا گووخووازه ۱۶۷٫۹۸ کیلومتر مربع مساحت و ۲۴٬۴۹۳ نفر جمعیت دارد.